# محمود حجازی
محمود حجازی (عربی: محمود إبراهيم محمود حجازى؛ زادهٔ ۱۱ مهٔ ۱۹۵۶) سپهبد نیروی زمینی مصر است، که در فاصله سال‌های ۲۰۱۴ تا ۲۰۱۷ به‌عنوان رئیس ستاد کل نیروهای مسلح مصر فعالیت می‌کرد.
حجازی فعالیت نظامی را از سال ۱۹۷۷ در سپاه زرهی مصر آغاز کرد، از ۲۰۱۰ تا ۲۰۱۲ فرماندهی منطقه نظامی غربی مصر را برعهده داشت، از ۲۰۱۲ تا ۲۰۱۴ معاون اطلاعات نیروهای مسلح مصر بود و از ۲۰۱۴ تا ۲۰۱۷ به‌عنوان جانشین فرمانده کل نیروهای مسلح مصر فعالیت می‌کرد. وی در جنگ خلیج فارس، شورش در صحرای سینا و مداخله نظامی در یمن به رهبری عربستان سعودی حضور داشت.